# بالبرده د یرنا
بالبرده د یرنا (به اسپانیایی: Valverde de Llerena) یک شهرستان در اسپانیا است که در استان باداخس واقع شده‌است.

## خصوصیات
بالبرده د یرنا ۴۱٫۲ کیلومترمربع مساحت و ۷۶۳ نفر جمعیت دارد و ۵۷۲ متر بالاتر از سطح دریا واقع شده‌است.